# 조선생존기
《조선 생존기》는 2019년 6월 8일부터 2019년 8월 17일까지 방영된 TV조선 특별기획 드라마이다.
주연 배우인 강지환이 준강간 혐의로 긴급 체포됨에 따라 조선생존기 공식 홈페이지에서는 그가 주연을 맡았던 방영분의 다시보기 서비스를 일시적으로 중단했으며 이후 남주인공을 서지석으로 변경하여 7월 27일 방송을 재개했다. 다만 해당 드라마는 20부작에서 4회 축소된 16부작으로 조기 종영하였다.

## 줄거리
가난하지만 단 한 가지 반드시 지켜야 할 것이 있는 2019년의 청춘 정록과 사람대접 못 받는 천출이라 애초에 가진 게 없어 잃을 것도 없는 1562년의 청춘 임꺽정이 만나 펼치는 유쾌한 활극이다. 살아남기 위해 고군분투하고 사랑하는 사람을 지키기 위해 목숨을 걸고 연애만큼 뜨거운 우정을 나누는 두 남자의 성장담이다.

## 등장 인물

### 주요 인물
- 강지환(1회 ~ 10회) → 서지석(11회 ~ 16회) : 한정록 역 - 34세. 전직 양궁선수 출신 택배기사
- 경수진 : 이혜진 역 - 31세. 대학병원 응급의학과 3년차 레지던트 → 재활의학과 의사
- 송원석 : 임꺽정 역 - 22세. 조선 대표 상놈. 도적패의 두목
- 박세완 : 한슬기 역 - 19세. 한정록 동생. 한번 본 것을 사진처럼 기억하는 ‘픽처메모리’의 소유자
- 이재윤 : 정가익(보우선사) 역 - 35세. 국제변호사. 대비의 국사
- 한재석 : 윤원형 역 - 52세. 난정의 남편. 영부사. 조선 최고의 권세가
- 윤지민 : 정난정 역 - 36세. 원형의 애첩

### 그 외 출연
- 이경진 : 문정왕후 역 - 54세. 명종의 모후
- 장정연 : 명종 역
- 박준혁 : 박수량 역 - 63세. 호조판서
- 위양호 : 왕치 역 - 청석골 도적패 두목
- 황대기 : 들코 역 - 왕치의 아들
- 정한헌 : 김순 역 - 개풍군수
- 김결 : 이방 역
- 신이 : 기생 행수 역
- 유주은 : 초선 역 - 명월관 기생
- 이노아 : 구슬이 역 - 윤원형 본처의 몸종. 정난정의 하수인
- 설지윤
- 박야성 : 동찬 역 - 정록의 동료기사
- 김광식 : 오순경 역
- 이찬호 : 강철구 역 - 주유소 알바
- 유인혁 : 팔매 역 - 꺽정의 친구
- 최정헌 : 천왕동이 역 - 꺽정의 친구
- 황윤성 : 유복이 역 - 꺽정의 친구
- 나석민 : 꺽정구타 서생 역
- 박주환 : 순회세자 역

### 특별출연
- 네온펀치 : 명월관 기생 역

## 시청률
최저 시청률과 최고 시청률은 시청률 조사회사와 지역별로 시청률에 차이가 있을 수 있습니다.
| 2019년 | 2019년   | 2019년     | 2019년      |
| 회차   | 방송일   | AGB 시청률 | TNmS 시청률 |
| ------ | -------- | ---------- | ----------- |
| 제1회  | 6월 8일  | 1.288%     | %           |
| 제2회  | 6월 9일  | 1.255%     | %           |
| 제3회  | 6월 15일 | 1.740%     | %           |
| 제4회  | 6월 16일 | 1.399%     | %           |
| 제5회  | 6월 22일 | 1.459%     | %           |
| 제6회  | 6월 23일 | 1.256%     | %           |
| 제7회  | 6월 29일 | 1.447%     | %           |
| 제8회  | 6월 30일 | 1.439%     | %           |
| 제9회  | 7월 6일  | 1.214%     | %           |
| 제10회 | 7월 7일  | 1.428%     | %           |
| 제11회 | 7월 27일 | 1.204%     | %           |
| 제12회 | 7월 28일 | 1.050%     | %           |
| 제13회 | 8월 3일  | 1.038%     | %           |
| 제14회 | 8월 10일 | 0.948%     | %           |
| 제15회 | 8월 11일 | 0.921%     | %           |
| 제16회 | 8월 17일 | 0.852%     | %           |

## 편성 변경 및 결방 사유
- 2019년 7월 13일 ~ 7월 14일 : 출연진 강지환 성추행으로 논란 때문에, 《아내의 맛(재)》과 《연애의 맛(재)》 대체 편성으로 결방.
- 2019년 7월 20일 ~ 7월 21일 : 《얼마예요(재)》와 《2019 인터내셔널 챔피언스 컵 - 토트넘 VS 유벤투스(생)》와 《모란봉 클럽(본)》 대체 편성으로 결방.
- 2019년 8월 4일 : 《2019 인터내셔널 챔피언스 컵 - 토트넘 VS 인터밀란(생)》 대체 편성으로 결방.

## 강지환하차에 대한 제작진의 공식 입장

### 1차
안녕하세요. '조선생존기’ 제작사 화이브라더스코리아 입니다. 한정록 역의 강지환 성폭행범은 드라마에서 하차하게 되었음을 알려드립니다. 배역 교체를 위해 현재 배우를 물색 중이며 원활한 방송 재개를 위해 노력할 것입니다. ‘조선생존기’를 응원해 주신 시청자 여러분께 죄송하다는 말씀 전해드립니다.— 외부 제작사 제작진 일동

### 2차
안녕하세요. TV CHOSUN '조선생존기' 제작사 화이브라더스코리아입니다. '조선생존기' 배우 캐스팅과 방영 일정에 관련한 입장 전해드립니다. 주인공 한정록 역할에 서지석 배우가 최종 합류하게 되었음을 알려드립니다. 현재 '조선생존기'는 캐스팅을 확정 짓고 빠른 시일 내에 촬영에 돌입할 계획이며, 다음 주 토요일(27일)부터 11회 방송을 재개할 예정입니다. '조선생존기'를 기다려주셨던 많은 분께 깊은 양해의 말씀 전하며, 마지막까지 웰메이드 작품을 완성해 시청자 분들의 기대에 부응할 수 있도록 최선을 다하겠습니다. 감사합니다.— 외부 제작사 제작진 일동

## 같이 보기
- 대한민국의 텔레비전 드라마 목록 (ㅈ)
- 2019년 대한민국의 텔레비전 드라마 목록